# Otmar Rösch
Otmar Rösch (* 26. August 1961 in Feldstetten) ist ein ehemaliger deutscher Fußballspieler und -trainer. Er ist vor allem als auf Reha- und Fitnesstraining spezialisierter Trainerassistent bei der TSG 1899 Hoffenheim tätig.

## Werdegang
Rösch begann seine Karriere beim TSV Blaubeuren und dem SV Zainingen. Zwischen 1981 und 1985 studierte er Sportwissenschaft an der Deutschen Sporthochschule Köln. Ab 1985 stand er für den SSV Reutlingen 05 in der drittklassigen Oberliga Baden-Württemberg unter Vertrag, wo er in 33 Saisonspielen auf dem Platz stand. Dabei machte er den Ligakonkurrenten SSV Ulm 1846 auf sich aufmerksam, der ihn im Sommer 1986 nach dem Gewinn der Oberligameisterschaft und dem anschließenden Aufstieg in die 2. Bundesliga verpflichtete. Unter Werner Nickel lief er in 17 Partien in der zweithöchsten Spielklasse auf, mit dem Aufsteiger belegte er den 13. Tabellenplatz.
Nach nur einer Spielzeit kehrte Rösch wieder zum SSV Reutlingen 05 zurück, wo er unter Lorenz-Günther Köstner 1988 erstmals in der Vereinsgeschichte den WFV-Pokal gewann und nach 34 Saisoneinsätzen am Ende der Oberliga-Spielzeit 1988/89 nach einem Entscheidungsspiel gegen den punktgleichen Konkurrenten 1. FC Pforzheim im Frankenstadion Heilbronn die Drittligameisterschaft gewann. Nach jeweils drei Siegen und Niederlagen verpasste er mit der Mannschaft hinter KSV Hessen Kassel und der SpVgg Unterhaching um einen Punkt den Aufstieg in die Zweitklassigkeit. Auch im folgenden Jahr – dieses Mal unter Trainer Jürgen Strack – kam es zu einer Art Endspiel um die Oberligameisterschaft, als am letzten Spieltag die Reutlinger als Tabellenführer auf die Amateurmannschaft des Karlsruher SC trafen. Nach einer 0:2-Heimniederlage belegte die Mannschaft zwar anschließend nur den zweiten Rang, da die Amateurmannschaft nicht teilnahmeberechtigt war, zog die Mannschaft von der Kreuzeiche dennoch erneut in die Aufstiegsrunde ein. Zwar errang die Mannschaft dieses Mal sieben Punkte, landete aber erneut hinter dem 1. FSV Mainz 05 und dem 1. FC Schweinfurt 05 nur auf dem dritten Platz. Mit dem erneuten Gewinn des WFV-Pokals verzeichnete er mit dem Klub 1990 jedoch ein Erfolgsereignis, ein jahr später beendete er seine aktive Laufbahn nach einem dritten Tabellenplatz in der Oberliga.
2005 holte Trainer Peter Starzmann Rösch als Trainerassistent zum SSV Reutlingen 05 zurück, wo er 2006 als Oberligameister in die drittklassige Regionalliga Süd aufstieg. Nachdem 2008 die Qualifikation für die 3. Liga verpasst wurde, trennte sich der Verein vom Trainerteam. Rösch heuerte anschließend als Assistent von Markus Gisdol bei seinem Ex-Klub SSV Ulm 1846 an, mit dem Regionalliga-Aufsteiger erreichte er den siebten Tabellenplatz. Nach nur einer Saison zog das Trainerteam zur zweiten Mannschaft der TSG 1899 Hoffenheim weiter, die in der Oberliga Baden-Württemberg spielte. Im März 2011 übernahm Rösch hier bis zum Saisonende den Cheftrainerposten, nachdem Gisdol als Assistent von Ralf Rangnick zum FC Schalke 04 gewechselt war. Anschließend rückte er unter Frank Kramer wieder ins zweite Glied, den er aber im Dezember 2012 kurzzeitig vertrat, als dieser nach der Demission von Markus Babbel interimistisch die Profimannschaft trainierte. Im März 2013 rückte er abermals auf, als Kramer von der SpVgg Greuther Fürth abgeworben wurde.
Unter Gisdol rückte Rösch im Sommer 2013 in den Trainerstab der Profimannschaft auf, wo er auch unter dessen Nachfolgern Huub Stevens, Julian Nagelsmann, Alfred Schreuder und Sebastian Hoeneß tätig war. Als Reha-Trainer unterstützt er auch unter André Breitenreiter den Profibereich des Klubs.